# Латошинский десант
Латошинский десант — неудачная десантная операция во время Сталинградской битвы, проведённая 30 октября — 3 ноября 1942 года через Волгу в районе села Латошинка (Латашанка) на участке между 66-й армией и группой полковника Горохова. В связи с особыми мерами секретности, сопровождавшими подготовку, цели операции до конца не определены, но результатом стала гибель или пленение большей части высадившихся войск.

## Предпосылки
23 августа 1942 года XIV танковый корпус вермахта, совершив бросок в 60 километров, вышел к Волге в районе село Акатовка — село Латошинка — посёлок Рыно́к, оказавшись в 2—3 километрах севернее Сталинградского тракторного завода. Таким образом Сталинградский фронт был разорван на две части и 62-я армия оказалась отрезана с севера от 66-й армии. Создалась непосредственная угроза тракторному заводу. Для прикрытия завода были использованы отряды народного ополчения, истребительные батальоны, рабочие отряды, 99-я танковая бригада (командир майор П. С. Житнев), пушечный артиллерийский полк, батальон морской пехоты Волжской военной флотилии, 282-й полк 10-й стрелковой дивизии НКВД. Был создан «северный участок обороны» под руководством генерал-майора Н. В. Фекленко. В течение 5 суток группа Фекленко сдерживала противника на рубеже реки Сухая Мечётка. К 29 августа вместо группы Фекленко была создана группа полковника Горохова с подчинением ему частей северного участка. С 18 октября по 24 ноября 1942 года группа Горохова была изолирована от основных сил 62-й армии.
Правый берег Волги на участке от Ерзовки до Рынка́ (от группы Горохова до 66-й армии) удерживала 16-я танковая дивизия вермахта. На левом берегу и волжских островах c 4 октября расположилась 300-я стрелковая дивизия, которой была поставлена задача предотвратить переправу немецких войск через Волгу.

## Подготовка и планирование десанта

### Цели операции
Малое количество документов, относящихся непосредственно к десантной операции, не позволяют чётко сформулировать цели высадки на правый берег. Начальник штаба фронта И. С. Варенников в послевоенных работах задачей десанта указывал «отвлечение внимания и сил противника от северной части Сталинграда и группы полковника Горохова». Исследователь Волжской военной флотилии И. И. Локтионов писал, что «планом предусматривалось … овладеть Латашанкой и тем самым облегчить положение частей оперативной группы полковника С. Ф. Горохова». Эта же цель указана коллективом авторов в более раннем труде «Боевой путь Советского Военно-Морского флота». Историк А. В. Исаев пишет, что в журнале боевых действий фронта было сказано «… внезапно овладеть Латошанка, с расширением в последующем плацдарма до Рынок для соединения с группой Горохова». При этом А. Исаев приводит цитату из плана операции 300-й сд: «Наступать на населённый пункт Латашанка и овладеть высотами 300 мтр западнее Латашанка (высоты +1,8 и +0,8), а также овладеть населённым пунктом Латашанка». При этом А. Исаев делает заключение, что целью десанта было испытать немецкую оборону на прочность и радикально изменить обстановку на данном участке. Историк 124-й сбр и группы Горохова А. Шахов приходит к выводу, что основной целью десанта было отвлечение немецкого командования: «Латошинский десант явился мероприятием оперативной маскировки, отвлечения внимания от подготовки Донфронта к контрнаступлению (за 17 дней до контрнаступления)».

### Планирование операции

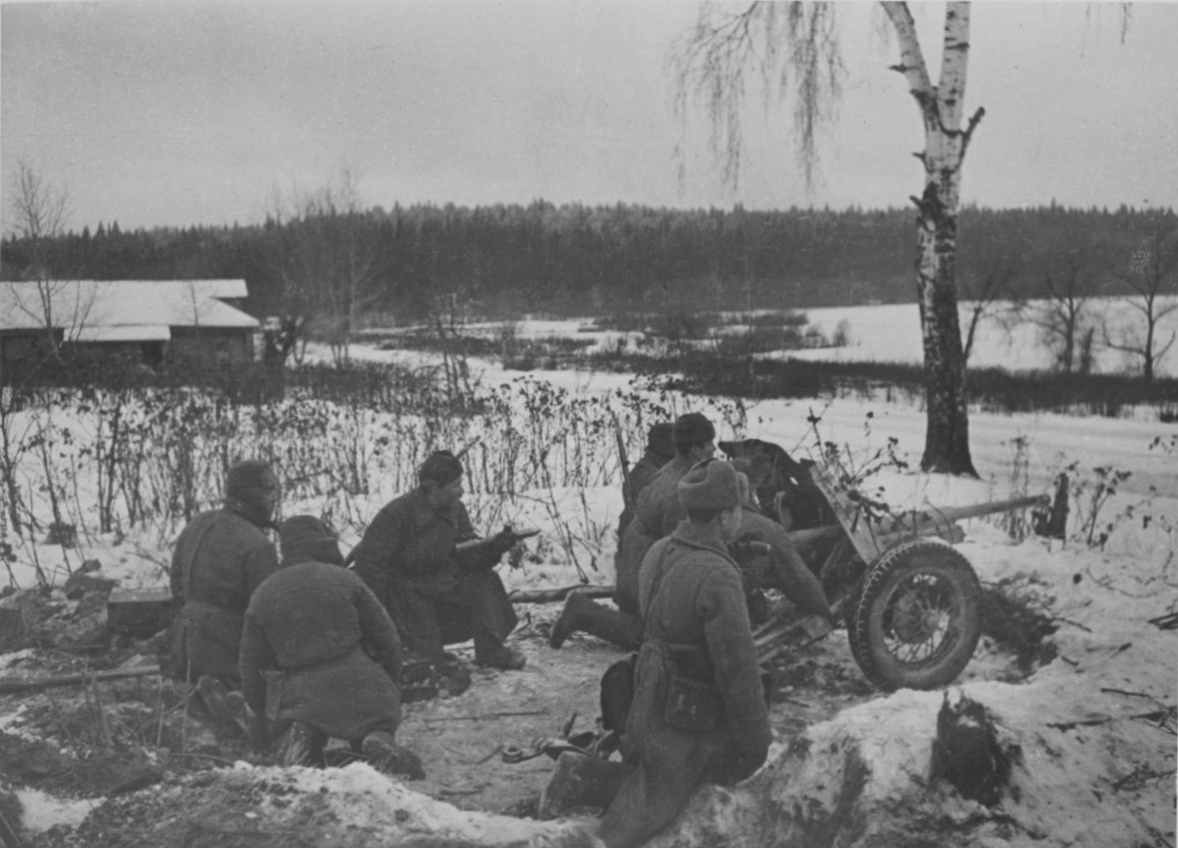
Шесть сорокопяток использовались для усиления десанта

На подготовку Латошинского десанта важное значение оказало распоряжение Ставки Верховного Главнокомандования о повышении мер секретности, присланное в адрес командующего Сталинградским фронтом А. И. Ерёменко: «Ставка ВГК категорически запрещает Вам впредь пересылать (шифром) какие бы то ни было соображения по плану операции, передавать и рассылать приказы по предстоящим действиям. Все планы операции по требованию Ставки направлять только написанными от руки и с ответственным исполнителем. Приказы на предстоящую операцию командующим армиями давать только лично по карте». Распоряжение было подписано И. В. Сталиным и начальником генерального штаба А. М. Василевским и по мнению В. А. Грекова привело к тому, что планирование десантной операции проводилось без участия представителей частей, имевших непосредственное отношение к операции. По сути разработкой занимался только штаб 300-й стрелковой дивизии. При этом было запрещено передавать письменные материалы, а все распоряжения отдавались устно.
При планировании операции были допущены недостатки, которые привели десант к неудаче. Среди них были ошибки последовательности доставки людей, вооружения и боеприпасов: пушки и боеприпасы были погружены на разные суда, что привело к снарядному голоду после гибели транспорта с боеприпасами. Плохо продуманное взаимодействие артиллерии 300-й сд с силами десанта свело к минимуму артподдержку с левого берега. Капитан 1-го ранга И. А. Кузнецов (в период операции командовал канонерской лодкой «Усыскин») и капитан 3-го ранга И. С. Ненашев (в период операции флагманским артиллеристом бригады бронекатеров) отмечали плохую организацию проведения операции, явное пренебрежение правилами организации высадки десантов, низкое взаимодействие артиллерийских средств прикрытия.
Для подготовки десанта в дивизии была сформирована оперативная группа, в которую вошли заместитель командира дивизии подполковник К. Я. Тымчик, начальник инженерной службы подполковник И. Д. Зайцев, начальник оперативного отделения штаба дивизии майор Г. М. Карнаух. К подготовке личного состава были привлечены заместитель командира дивизии по политчасти полковник П. Ф. Балакирев и начальник политотдела подполковник Д. С. Липецкий. За подготовку десантно-высадочных средств отвечал командир сапёрного батальона дивизии капитан В. Я. Шишов. Со стороны ВВФл в подготовке операции принимал участие начальник штаба флотилии капитан 1-го ранга М. И. Фёдоров.
Командующий артиллерией дивизии предложил не проводить артподготовку в период высадки, чтобы обеспечить внезапность, а далее вести огонь по заявкам десанта. В дальнейшем это решение будет подвергаться критике. Альтернативой артподготовки было предложено с 27 октября вести огонь по разведанным целям в районе Латошанки и Виновки для разрушения укреплений и изматывания личного состава противника. На эту часть огневого воздействия отдельно выделялись артбоеприпасы:
| Тип боеприпаса | Боекомплект | Штуки |
| -------------- | ----------- | ----- |
| 122-мм         | 1,2         | 1120  |
| 76-мм          | 1,2         | 5440  |

Для отработки быстрой погрузки стрелков на плавсредство и высадки на неподготовленный берег на северном берегу Шадринского затона проводились учения с привлечением катера «Рутка». На небольшом озере Малев проводились учения по работе с лодками и шлюпками. Одной из особенностей батальона было большое количество бойцов из Средней Азии, которые до войны не имели опыта плавания в лодке, а некоторые никогда не сталкивались с реками больше ручья.
По плану десант должен был выходить из двух мест: батальон 300-й сд со средствами усиления сосредотачивался в районе Шодринского затона (Шадринский лес), а десантники ВВФл на Ахтубе. Высадка десанта должна была производиться в течение ночи в два захода. Основная часть артиллерии должна была высаживаться во второй волне. Командовать десантом был назначен командир стрелкового батальона 1043 стрелкового полка капитан Иван Филиппович Былда.
При этом из-за чрезмерной секретности информация о десанте не была предоставлена даже командованию группы Горохова и разгоревшиеся боевые действия стали полной неожиданностью для гороховцев.

## Ход операции

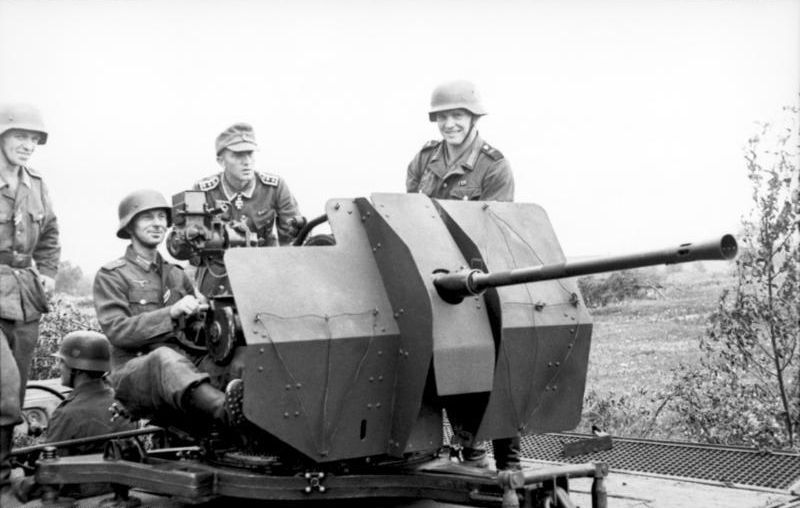
Зенитные орудия 2.0 cm FlaK 30/38 широко использовались под Сталинградом для борьбы с бронированными целями на суше и на Волге

В ночь с 29 на 30 октября была проведена инженерная разведка правого берега. Район Латошинки представлял собой железнодорожную станцию для приема с восточного берега железнодорожных паромов, расположенную в нижней части обрывистого берега, и посёлок, расположенный в верхней части берега. Станция была оборудована многочисленными пристанями, из которых основными были пристани Низководная и Высоководная, и подъездными путями, на которых оставались остатки подвижного состава в разной степени сохранности. Посёлок имел остатки густых виноградников, которые сильно ограничивали обзор, и сады, плотно подходившие к волжскому обрыву. Этот участок имел протяжённость около 2 км и охранялся силами боевой группы 16-й танковой дивизии вермахта. Группа называлась по имени её командира майора Эрнста Гюнтера Штрельке (нем. Kampfgruppe Strehlke). Огневая мощь группы основывалась на 5 танках танко-сапёрного батальона и 3 2-см зенитных орудия. Обороняемый берег был разделён на три огневых участка с опорными пунктами, которые занимали бойцы 3-й сапёрной роты. Общий гарнизон опорных пунктов составлял 50 человек. Общая боевая численность группы Штрельке, которая обороняла в том числе и другие участки семикилометрового фронта, составляла 3 офицера, 23 унтер-офицера и 163 рядовых. Большая часть группы Штрельке располагалась за пределами Латошанки. Сапёры 300-й сд под командованием А. С. Андроненко на лодке пересекли Волгу и установили отсутствие минных и инженерных заграждений. Группе было запрещено вступать в огневой контакт с противником или брать языков. По результатам разведки был определён участок высадки десанта от балки Котловой до железнодорожного тупика на станции Низководная. До выхода немцев к Волге на этом участке действовала железнодорожная паромная переправа. При отступлении на левый берег на станции был оставлен железнодорожный состав, который был сильно повреждён во время оборонительных боёв. В ходе инженерной разведки было установлено, что остатки состава можно использовать для прикрытия и накопления сил десанта. Над участком высадки нависал крутой берег высотой до 20 метров. Опорные пункты группы Штрельке 16-го танко-сапёрного батальона располагались на высокой части берега. Такое расположение огневых точек создавало удобные для высадки не простреливаемые мёртвые зоны. Одновременно это сильно затрудняло атаки снизу вверх.

### Высадка
В 23:00 30 октября началась погрузка первого эшелона десанта. В первый эшелон входили батальон без миномётной роты, взвод автоматчиков, санитарный отряд и 37-мм пушки. К полуночи погрузка завершилась. Для высадки первого эшелона использовались катера «Труддисциплина», «Рутка», «Революционер» и баржа, буксируемая «Труддисциплиной». В час ночи суда вышли на исходный рубеж — устье Шадринского затона — и приступили непосредственно к операции. Для прикрытия шума моторов катеров с ноля до двух часов ночи над позициями 16-й тд барражировали пять самолётов У-2 8-й воздушной армии. На преодоление основного русла потребовалось 15 минут. Когда корабли прошли 2/3 Волги противник их обнаружил и открыл огонь. Слабая артподготовка не смогла подавить противодесантную оборону 16-й танковой дивизии. В результате немецкого огня были повреждены все катера, высаживавшие десант. Высадка была проведена всего за пять минут. Бронекатера высадили свою часть десанта в районе балки Котловая. В след за катерами «Труддисциплина» и буксируемая баржа высадили 350 бойцов 1-й и 2-й стрелковых рот, батарею 37-мм орудий и взвод сапёров. В 80 метрах ниже по течению катер «Революционер» высадил пулемётную роту. Последним к берегу пристал катер «Рутка», который доставил роту автоматчиков и командира десанта капитана Былду. Сапёры закрепили баржу у берега для использования в качестве причала, а остальные суда отправились за вторым эшелоном десанта. На обратном пути вражеским огнём был затоплен катер «Рутка», а «Труддисциплина» получила десять прямых попаданий, но смогла дойти до Шадринского затона.
Погрузка второго эшелона десанта началась в 2:30. В этот раз в качестве транспорта, кроме «Труддисциплины» с баржей на буксире, использовались бронекатера № 11 и № 13. В 3:45 суда вышли на исходный рубеж и сразу приступили к форсированию Волги. Огонь противника оказался столь сильным, что к правому берегу смогли прорваться только бронекатера. У них на борту находились взвод сапёров и взвод ПТР. Батарея 45-мм пушек и рота 82-мм миномётов, которые находились на барже, на западный берег так и не попали, а бронекатера высадили десант в районе балки Котловая. Одновременно пыталась высадиться десантная рота ВВФл. Речники на бронекатере № 23 сделали три захода, пытаясь высадиться южнее Латошинки в районе сада, но все попытки были сорваны плотным огнём с оккупированного берега. Катер получил большое число пробоин, а большинство личного состава на борту было ранено или убито. В результате бронекатеру пришлось укрыться в Шадринском затоне.
В ходе высадки было успешно переправлено и высажено около 600 человек и незначительное количество артиллерийского вооружения.
Существуют разногласия по поводу артиллерийской поддержки десанта. Представители Волжской Военной флотилии утверждали, что поддержка была минимальной. А. В. Исаев, опираясь на документы 300-й сд, приводит количество артбоеприпасов, израсходованных 31 октября:
| Калибр боеприпаса       | Расход  |
| ----------------------- | ------- |
| Гаубицы 122-мм          | 733 шт  |
| Дивизионные пушки 76-мм | 1475 шт |
| Полковые пушки 76-мм    | 453 шт  |

Ближе к рассвету на командный пункт Афонина прибыли представитель ставки А. М. Василевский, командующий Сталинградским фронтом А. И. Ерёменко и член военного совета фронта А. С. Чуянов, чтобы на месте получить информацию о ходе высадки.
В целом, высадка первого эшелона прошла довольно успешно и с минимальными потерями.

### 31 октября

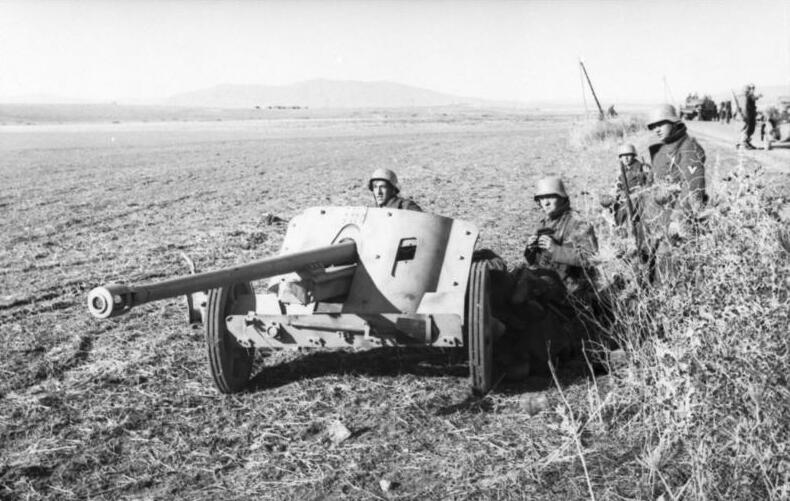
Немецкие противотанковые пушки Pak 38 принимали участие в боях против Латошинского десанта

В 1:00 ночи командир танкового взвода 3-й сапёрной роты лейтенант Герке доложил майору Штрельке (командиру батальона и командиру боевой группы, обороняющей участок берега Волги в районе Латошинки): «Вражеские суда в 0:30 появились на Волге. 3 лодки обстреляны, ещё 3 высадили десант в северной части Латашанки (пункт 726). Численность в темноте определить трудно. Подходят новые суда». Командир боевой группы отдал два ключевых приказа: командиру третей сапёрной роты удерживать опорные пункты до подхода подкреплений или контратаки; командирам первой сапёрной роты (обороняла участок южнее Латошинки до Рынка́ и группы Горохова) и второй сапёрной роты (вела минные работы севернее Латошинки) сформировать ударные группы под командованием офицеров или фельдфебелей для контратак и деблокирования опорных пунктов третей сапёрной роты. Опорные пункты были созданы вокруг бронеединиц, артиллерийских позиций 2-см зенитных орудий и командного пункта (КП) третей сапёрной роты. Кроме этого, комбат обратился в соседний 16-й мотоциклетный батальон с просьбой предоставить резерв для проведения контратаки. Майор Штрельке не смог связаться со штабом своей дивизии (прямая линия связи была повреждена) и передал сообщение о начале десанта через штаб 64-го моторизованного полка. Командир мотопехотинцев распорядился передать в помощь группе Штрельке 10-ю моторизованную роту усиленную четырьмя 2-см зенитными самоходными орудиями на базе бронетранспортёра Sd Kfz 251, пятью противотанковыми 5-см пушками Pak 38 и четырьмя лёгкими пехотными орудиями.
В советской историографии одной из причин неудачи Латошинского десанта указывается гибель во время высадки командира десанта капитана В. Ф. Былды. Обычно утверждается, что катер, на котором переправлялся командир и его штаб, был обстрелян и затонул. В результате высадившиеся силы потеряли управление, что привело к печальному результату. Эта версия основывается на материалах комиссии Минца. В 1943 году комиссия Минца опросила моряков ВВФл, которые принимали участие в этой операции. Но в начале XXI века историкам стали доступны материалы, в том числе и немецкой стороны, раскрывающие трагедию десанта в ином ключе.

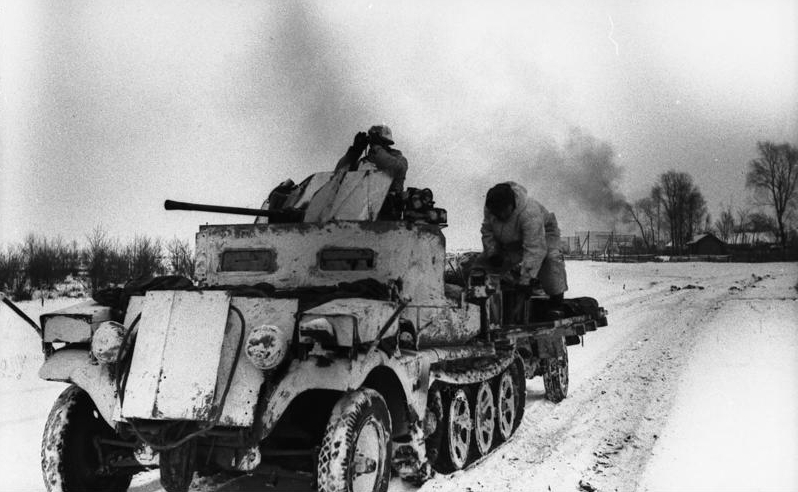
Четыре подобных самоходных 2-см зенитных орудия использовались в контратаках против Латошинского десанта

Капитан Былда успешно высадился на правый берег и, оценив обстановку, лично возглавил атаку на центр Латошинки. С точки зрения общего управления боем это было рискованное решение, в результате которого батальон оставался на время атаки без командования. Но с тактической точки зрения батальону требовалось расширение плацдарма и выход с прибрежной полосы. В итоге реализовался худший вариант и далее каждая рота батальона действовала самостоятельно. В результате в дальнейшем боевые действия велись на трёх несвязанных участках.
Находившаяся на правом фланге 3-я стрелковая рота под командованием младшего лейтенанта В. С. Закурдаева со взводом автоматчиков под командованием младшего лейтенанта Д. С. Баранкова атаковала на запад между балок Котловая и Крутая. Рота автоматчиков, атакуя на правом крыле роты, прошла до полутора километров на запад. Взвод оторвался от 3-й роты и был атакован с севера. Во избежание окружения Баранков приказал поотделенно отступать к основным силам роты. К этому моменту рассвело и противник начал проводить первые контратаки с участием бронетехники. Отходя назад, Баранков встретил командира взвода ПТР лейтенанта П. А. Валикова, который принял бой с танками противника. Рота, не успевшая окопаться, была атакована с фронта и с севера и для занятия устойчивой обороны была вынуждена отступить до ближайшей траншеи, из которой был выбит противник. На этом рубеже 3-я рота отбила несколько контратак, а бронебойщики А. Н. Толобов и И. С. Стеценко повредили два танка.
1-я стрелковая рота под командованием лейтенанта Г. П. Иванова атаковала в центре построения батальона и смогла пройти около километра на запад от Латошанки, где попыталась закрепиться. После рассвета противник атаковал от перекрёстка дорог восточнее высоты 75,9, но безуспешно и через час повторил атаку. Во время второй атаки командир роты был тяжело ранен и роту возглавил политрук роты Шарип Ахметов. Во время третей атаки немцам удалось выйти на позиции роты, но затем отступить. К концу дня в 1-й стрелковой роте более половины личного состава вышли из строя.

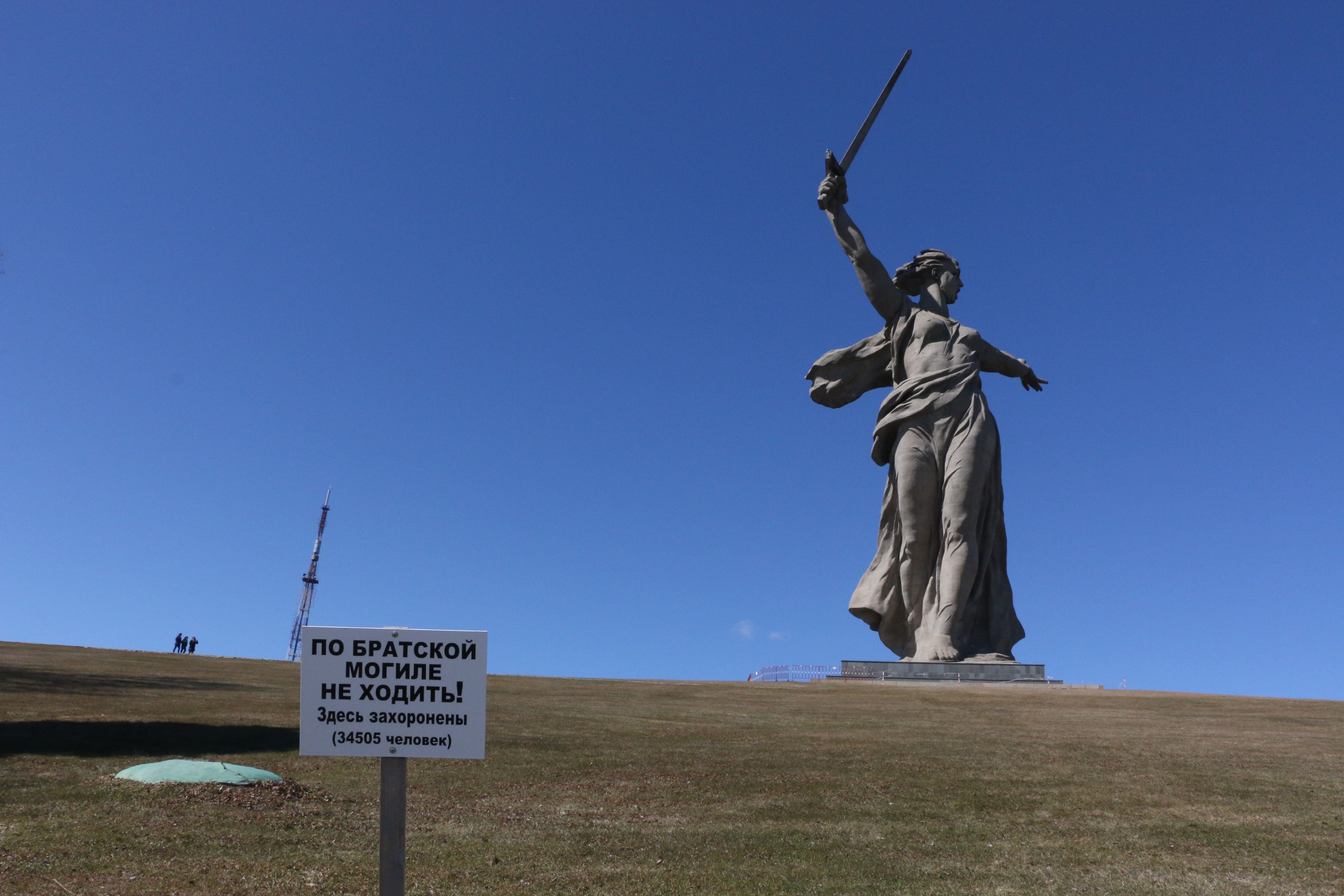
Вид на Большую братскую могилу мемориального комплекса Мамаев курган

На левом фланге батальона боевые действия вела 2-я стрелковая рота младшего лейтенанта В. А. Прохорова. Именно с этой ротой шёл в бой командир батальона капитан В. Ф. Былда и его штаб. Задачей роты, кроме наступления, было установить связь с группой полковника Горохова, чьё наступление навстречу десанту ожидал командир батальона. В ходе ночной атаки рота смогла прорваться сквозь южную часть Латошинки и занять оборону в 100 метрах восточнее дороги на Дубовку. Комбат приказал начальнику штаба старшему лейтенанту И. В. Затейному и командиру взвода связи лейтенанту С. К. Козловицкому установить положение остальных рот батальона и наладить связь с батальонами и штабом 300-й сд. Радиостанция была повреждена и могла работать только на приём. Не слыша шума боя со стороны группы Горохова с юга, капитан Былда приказал замполиту батальона старшему лейтенанту А. К. Святенко организовать оборону на левом (южном) фланге батальона. В течение дня группа Святенко и 2-я рота вели оборонительные бои самостоятельно. Каждая группа выдержала несколько атак со стороны противника и понесла тяжёлые потери.
К двум часам ночи все немецкие опорные пункты были блокированы советскими десантниками и вели бой в окружении против численно превосходящего противника. В этой ситуации в 2:30 ночи штаб 16-го танкового корпуса направил на помощь группе Штрельке одну бронетранспортёрную роту. Последовал приказ всеми силами удерживать позиции и не допустить высадки второго эшелона десанта. Фенрих инженер Штайнхард (нем. Steinhard) должен прорваться с двумя бронеавтомобилями и четырьмя 2-см самоходными зенитками к опорному пункту на северо-востоке Латашанки, который удерживали зенитчики. Лейтенанту Шмидту приказывалось возглавить группу из пятнадцати бойцов и пробиться на КП третей роты. Все артиллерийские силы (зенитки и танки) должны были вести огонь по советским десантно-высадочным средствам. В 3:00 Генрих Штайнхард доложил: «Зенитный взвод достигнут, ведется огневой бой в окружении. Силы противника в кустах подсчитать невозможно. Потеряны один бронеавтомобиль и одна самоходная установка. Ещё одно судно высадило десант, одно подбито, ещё одно повреждено и уходит».
Вторая волна десанта, прорвавшаяся на бронекатерах, высадилась в районе балки Котловая и пошла на соединение с 3-й ротой. Бойцов вели командир роты ПТР лейтенант П. А. Валиков и командир сапёрного взвода лейтенант Л. А. Гудовский. Бронебойщики и сапёры, обнаружившие бойцов отступавшей третьей роты десантников, приняли бой. В течение дня они удерживали свой участок обороны, который был изолирован противником. Вечером лейтенант Гудовский приказал отступить к берегу, где сапёры смогли сделать плот, на котором, проведя в воде 13 часов, смогли переправиться на левый берег. Красноармеец Михаил Фёдорович Косачёв, подбивший три танка и погибший в этом бою, был посмертно награждён орденом Ленина.
В 3:30 на поддержку блокированного КП третей сапёрной роты были направлены четыре зенитных 2-см сау из второй и шестой зенитных батарей дивизиона Fla.66. Отряду Штайнхарда было приказано провести разведку боем в направлении от опорного пункта зенитчиков в направлении блокированного КП третей сапёрной роты с целью оценить силы РККА. Через час Генрих Штайнхард доложил о выполнении задачи. Он оценивал силы красноармейцев, как не очень большие и отмечал, что часть советских бойцов отступает к Волге. При этом КП третей сапёрной роты находился в окружении под интенсивным обстрелом. Накопив силы, командир третей сапёрной роты Кнэрцер принял решение атакой в южном направлении установить связь с первой сапёрной ротой, удерживающей южную часть Латошинки. К 5:30 утра рота Кнэрцера взяла в плен первых 17 человек. Первая сапёрная рота так же доложила о захвате 29 красноармейцев. Штурмовая группа фельдфебеля Куллика разбила отряд в который входил штаб батальона Былды. На месте боя было найдено 38 погибших солдат и офицеров, а также документы штаба. Победа далась немцам не просто: сам фельдфебель Куллик погиб, а его группа потеряла боеспособность.
В это время первая сапёрная рота группы Штрельке вела оборонительный бой южнее Латошинки. На помощь роте был направлен взвод из состава 12-й роты 64-го моторизованного полка, усиленный двумя зенитными сау из шестой батареи Fla.66 и двумя пехотными орудиями. Взвод мотопехоты должен был прикрыть с востока дорогу в направлении высоты 1.8.
В 6:30 на помощь группе Штрельке была направлена боевая группа 3-й моторизованной дивизии (группа Грюн) в составе третья сапёрная рота третьего сапёрного батальона (2 офицера, 5 унтер-офицеров и 38 рядовых), третья рота 53-го мотоциклетного батальона (1 офицер, 10 унтер-офицеров и 40 рядовых), двенадцатая батарея 3-го артиллерийского полка (9 зенитных орудий 2-см). Гркппе Грюп предписывалось быть готовой атаковать в 9.00. в реальности атака состоялась в 10:45. Первой целью атакующих сил вермахта была северная часть Латошанки. Атакующие подразделения были выстроены следующим порядком: справа атаковала третья сапёрная рота 3-го сапёрного батальона, левее шли бойцы второй сапёрной роты 16-го танко-саперного батальона, далее — третья рота 53-го мотоциклетного батальона. Третья сапёрная рота должна была выйти на берег Волги с целью отсечь десантников Былды от переправ. В 13:30 атакующие смогли установить связь с танкистами лейтенанта Герке, но в результате советских контратак были вынуждены перейти к обороне. Во время своего наступления немцы взяли в плен 49 человек. В это время на севере Латошинка бронекатер № 23 сумел высадить группу автоматчиков.
Это был период наивысшего напряжения, когда майор Штрельке был готов отказаться от главной цели дня — отсечения десанта от Волги. Оценив складывающуюся ситуацию командир дивизии решает значительно усилить группу Штрельке. В бой были отправлены четвёртая рота 16-го мотоциклетного батальона (1 офицер, 7 унтер-офицеров и 50 рядовых), семь танков из 2-го танкового полка, два 10,5-см самоходных орудия из четвёртой батареи, а также вся восьмая батарея 16-го артиллерийского полка. Кроме этого были высланы артиллерийские наблюдатели, которые должны были корректировать огонь артиллерии. В 15:00 стало понятно, что все выделенные резервы не успеют прибыть до наступления темноты и тогда Штрельке принимает решение начать атаку по прибытии первых танков. К этому моменту в плену оказалось уже 105 красноармейцев и командиров. Через полчаса немцы пошли в атаку от линии пристань Низководная — западная окраина Латошинки общим направлением на север. Главная задача отбить северную часть посёлка до наступления ночи. Одновременно с севера вдоль балки Котловая должна наступать бронетранспортёрная рота. Бой был очень трудным. Миномётчики потеряли половину огневых расчётов. Бронетранспортёрная рота не смогла преодолеть сопротивление советской группы в районе балки Котловая и не добилась продвижения. Атака основной группы была более успешной, но удалось выполнить не более, чем на половину поставленной задачи. Большое количество красноармейцев смогло отступить в сторону Волги. В 17:00 по прибытии всех сил поддержки Штрельке отдаёт новый боевой приказ. Третья рота 53-го мотоциклетного батальона и вторая сапёрная рота 16-го танко-саперного батальона атакуют от середины посёлка на север и не обращая внимание на огонь слева и справа рассекают позиции батальона Былды. Цель атаки разделить группы советских войск. Одновременно четвёртая рота 53-го мотоциклетного батальона наступает в южном направлении для соединения с первой сапёрной ротой 16-го танко-сапёрного батальона. Группа в районе высоты 1.8 формирует заслон на западной окраине посёлка выполняет роль резерва группы Штрельке. Приданные средства усиления (артиллерия, танки, зенитки) получают индивидуальные приказы и должны противодействовать попыткам ВВФл пересечь Волгу. К 23:00 группа с большим трудом смогла выполнить поставленную задачу. Части советского десанта были разделены на мелкие изолированные группы, которые было трудно разбить ночью, но опасности они не представляли. Артиллерия и танки смогли занять удобные позиции вдоль берега Волги и были готовы отразить попытки 300-й сд переправить подкрепления. Общее количество пленных составило 123 человека.
В течение 31 октября были потеряны все четыре 37-мм орудия, приданные батальону. Политрук 2-й роты Г. А. Доброскоков возглавил ударную группу, которая вышла к отметке 1,8 на западной окраине Латошинки. Таким образом была достигнута одна из целей десанта, озвученная в приказе 300-й сд. Однако успех был недолгим: изолированная группа Доброскокова не смогла удержать занятую позицию и, чтобы избежать окружения, отступила в район станции Низководная. Здесь группа закрепилась под вагонами, стоявшими на железнодорожных путях.
В дневном донесении группы Шрельке утверждалось, что в ходе боя была уничтожена треть высадившихся сил. Но при этом активные контратаки немецкие сапёры начали только после прибытия резервов XIV-го тк.
Связь с десантом была прервана (радиостанция была разбита при высадке) и командование 300-й сд отправило офицера связи для разъяснения обстановки. Кроме офицера связи бронекатер № 23 высадил сержанта 282-й отдельной роты связи И. И. Мейера (радист с радиостанцией) и 13 автоматчиков. Офицер обнаружил отряд из 114 бойцов и командиров на северо-восточной окраине Латошинки. Установить связь с остальными группами не удалось. В 16 часов противник попытался ликвидировать десант, но успеха не добился. В вечернем донесении группы Шрельке говорилось о плацдарме шириной 250 метров, который удерживался десантниками. Также в донесении отмечалась интенсивная артиллерийская поддержка десанта с левого берега Волги, которая препятствует ликвидации десанта.
Для восстановления связи и организации обороны было решено переправить на правый берег помощника начальника штаба 1049-го стрелкового полка капитана И. С. Сокова. В 19:20 из Шадринского затона вышел бронекатер БК № 13 с десантной ротой (68 человек, включая двух радистов с радиостанцией, и 5 бойцов разведроты и командир взвода пешей разведки младший лейтенант Г. К. Злобин) под командованием И. С. Сокова. Несмотря на сильный огонь, катеру удалось высадить подкрепление и забрать около 30 раненых. Услышав звуки боя северо-западнее, западнее и юго-западнее места высадки, капитан Соков принял решение пробиваться к северо-западной группе. И. С. Соков обнаружил 75 человек из состава 1-й роты и взял группу под своё командование. В донесении Соков докладывал, что командир батальона со 2-й ротой ведёт бой южнее Латошинки.
Через некоторое время вслед катеру, переправившему капитана Сокова, был отправлен бронекатер с отрядом автоматчиков под командованием лейтенанта Чинова. Но из-за поломки катер не смог достичь правого берега.
К концу дня старшему лейтенанту С. И. Артемьеву, возглавившему 3-ю роту, связаться с командиром батальона капитаном Былдой: сержант А. А. Карцев с группой разведчиков смог передать донесение комбату и вернуться с распоряжениями. 3-я рота переместилась юго-восточнее и, встретив группу десантников, заняла оборону в районе оврага. Количество бойцов роты достигло 90 человек.
Оперативная сводка № 305 Генерального штаба Красной армии (на 8:00 1 ноября 1942 года) подвела итог первого дня десанта: «Усиленный батальон 300 сд с 4.00 31.10 вёл бой за овладение районом Латашанка.»

### 1 ноября
В ночь на 1 ноября штаб Донского фронта отдал командующему 16-й воздушной армией приказ: «Сосед слева выслал десант на зап. берег Волги и занял сев. часть Латошинка. Наши левофланговые части с утра 1.11.1942 г. наступают с рубежа выс. 141,2, выс. 129,6 , сев. окр. Томилин в южном направлении. Комфронта приказал: В 7.30 1.11.1942 г. нанести сильный удар штурмовиками по боевым порядкам противника в районе выс. 109,3, 111,2, МТФ (3 км ю.-з. выс. 129,6), б. Сухая Метка (южная), верховье б. Котлован (2 км зап. Винновка). В дальнейшем иметь три шестерки штурмовиков в стартовой готовности № 2 для действий по вызову. Истребителями прикрыть штурмовиков в дальнейшем по вызову. Исполнение донести…».
В 2:00 майор Штрельке провёл совещание с командирами групп, на котором поставил задачи на ближайший день. Танковому взводу лейтенанта Герке придавались третья сапёрная рота 3-го сапёрного батальона и вторая сапёрная рота 16-го танко-сапёрного батальона. Группа Герке должна была атакуя с юга на север подавить узлы сопротивления десантников. Достигнув балки Котловая группа Герке должна была повернуть обратно и двигаясь на юг полностью очистить север Латошинки от противника. Третья рота 53-го мотоциклетного батальона должна была занять берег Волги и не допустить прорыва советских бойцов к реке. Выйдя к балке Котловая мотоциклисты должны были предотвратить прорыв противника на север к Виновке. Четвёртой роте 16-го мотоциклетного батальона предстояло окончательно очистить южную часть Латошинки, затем присоединиться к бою на севере. Резерв группы Штрельке, расположенный в районе высоты 1.8 должен был предотвратить прорыв советских бойцов на запад.
В 3:40 катер с отрядом лейтенанта П. С. Ченова смог пересечь Волгу, но высадиться не удалось: с берега вёлся плотный пулемётный огонь. В 5 утра 1 ноября И. С. Соков доложил по радио, что занял круговую оборону. После этого сообщения связь прервалась. С рассветом противник атаковал группу Сокова и к середине дня овладел позициями, которые обороняли красноармейцы.
В этот день 16-я танковая дивизия перешла от удержания и локализации десанта к активным действиям по его уничтожению. Атака с применением танков позволила немцам отрезать основные силы десанта от берега. Лишившись возможности связи и поддержки со стороны 300-й сд капитан Былда принял решение вести находящиеся под его командованием силы на прорыв в южном направлении и выход к группе Горохова. По немецким сведениям 60 красноармейцев пытались с боем пройти в район Ры́нка, но 2-я рота сапёров (2/Pi.16) уничтожила почти всех, включая командира десанта капитана Былду.
С 5:00 до 15:30 отряд под командованием лейтенанта Герке вёл тяжёлый бой с десантниками. Главной ударной силой были танки, которые выдвигались вперёд, подавляли очаги сопротивления, а за тем возвращались и вели за собой пехоту для ведения ближнего боя. К 12:30 были взяты в плен 91 человек. К полудню продвижение застопорилось и на усиление группы Герке была передана четвёртая рота мотоциклистов под командованием фон Хаксхаузена. На юге Лотошинки так же складывалась не просто. В 11:45 группа Горохова провела атаку от Рынка́ в сторону Лоташинки, но первая сапёрная рота 16-го танко-сапёрного батальона смогла остановить красноармейцев. В 13:15 атака была повторена, но снова не успешно.
Командир 300-й сд Афонин, угрожая расстрелом на месте, заставил выйти днём на виду у противника два бронекатера с подкреплением и боеприпасами. Со стороны берега, занятого немцами, начался артиллерийский и пулемётный обстрел катеров. В результате катера не смогли пристать к правому берегу, а бронекатер № 23 получил тяжёлые повреждения и выбросился на отмель у левого берега.
В этот день бронекатер № 34 (командир катера лейтенант А. И. Гламаздин) попытался доставить на правый берег подкрепление и боеприпасы. Катер попал под сосредоточенный огонь немецких артиллеристов. От попаданий корабль получил повреждения, значительная часть экипажа была убита или ранена, командир катера погиб. Команде удалось посадить катер на мель. В этой обстановке радист катера старшина второй статьи И. К. Решетняк сначала оказал медицинскую помощь раненым сослуживцам, а затем в течение суток обеспечивал командование сообщениями об обстановке в районе десанта. В перерывах между сеансами связи он подготовил к эвакуации раненых, вооружение катера, радиоаппаратуру и секретные документы. Когда ночью подошла шлюпка, он сначала помог эвакуировать убитых и раненых моряков, а затем два раза возвращался на катер для вывоза аппаратуры, вооружения и документов. И. К. Решетняк был награждён орденом Ленина.
2-я рота под командованием Доброскокова в течение дня выдержала три атаки. Группа Святенко, сражавшаяся изолировано на левом фланге роты, подверглась атакам с поддержкой бронетехники, а сам А. К. Святенко был тяжело ранен. Ближе к ночи сержант Семён Иванович Храмцов сумел дотащить раненого замполита до Волги. Найдя шпалу Храмцов привязал к ней ремнём Святенко и проведя в воде пять часов смог доставить командира на восточный берег.
В оперативной сводке № 306 Генерального штаба Красной армии (на 8:00 2 ноября 1942 года) результаты второго дня боёв десанта описаны следующим образом: «На правом фланге армии десантный батальон 300 сд в результате боя овладел сев.-вост. частью нп Латашанка, где закрепился и вел огневой бой с противником силою до батальона пехоты с 14 танками.»
В свою очередь в информационной сводке Главного командования вермахта говорилось: «Севернее Сталинграда советские войска вновь безуспешно пытались переправиться через Волгу. Две канонерские лодки и несколько больших десантных катеров были потоплены, одна канонерская лодка получила повреждения, захвачено несколько сотен пленных.»
По итогам первых двух дней боёв десанта Военный совет Сталинградского фронта докладывал в Ставку Верховного Главнокомандования о решении вернуть остатки батальона на восточный берег. Своё решение Военный совет обосновывал тем, что противник подтянул к Лотошинке значительные резервы танков и пехоты, которые превосходят силы батальона. В донесении отмечалось, что батальон свою основную задачу отвлечению сил противника выполнил

### 2 ноября
Ночью бронекатера Волжской Военной флотилии попытались прорваться к правому берегу и доставить продукты и боеприпасы, а обратным рейсом забрать раненых. В вылазке участвовали БК № 11 и БК № 13. При попытке подойти к пристани Низководная катера были обстреляны противником. Оба катера получили тяжёлые повреждения и не достигнув западного берега повернули назад. БК № 13 из-за повреждения руля сел на мель. После восстановления управления катер снялся с мели вернулся на восточный берег.
В ту же ночь командир 3-й роты Закурдаев выделил две группы по десять человек для поиска боеприпасов в районе высадки. Были найдены несколько ящиков с патронами, которые были разделены среди личного состава. В течение дня 16-я тд вела против изолированных групп десанта бои с целью не допустить их объединения. Одновременно командование собирало силы для контратаки и уничтожения десанта. Немецкие силы накапливались в районе Виновка — Томилин и в верховьях Сухой Мечётки.
3-я рота вынесла несколько атак противник и сама переходила в контратаки. К концу дня в роте осталось 12 автоматчиков и 15 стрелков, среди погибших оказался командир роты младший лейтенант В. С. Закурдаев. Командир взвода автоматчиков младший лейтенант Д. С. Баранков и старшина Н. И. Беликов не смогли прийти к единогласному решению и решили выводить группу по частям: автоматчики под командованием Баранкова пошли на юг в сторону группы Горохова, а стрелки под командованием Беликова пошли на север с целью выйти к Волге выше Латошинки и попробовать переправиться на восточный берег.
Вечером 2 ноября командир 300-й сд Афонин принял решение пересечь Волгу на вёсельных лодках, которые, в отличие от бронекатеров, не демаскировали себя шумом моторов. Из Шадринского затона вышло семь лодок, которыми управляли дивизионные сапёры под командованием старшины П. П. Николенко. Кроме боеприпасов и продуктов на борту лодок находились разведчики под командованием младшего лейтенанта Г. К. Злобина. Злобин должен был передать приказ десантникам, оставшимся в живых, возвращаться на левый берег Волги. В двадцати метрах от берега лодки были обнаружены и подверглись интенсивному обстрелу. Сапёр 2-й роты 591-го сапёрного батальона А. Д. Авдеев был смертельно ранен, но он не бросил вёсел и умер, когда лодка достигла берега. За подвиг Авдеев был награждён орденом Красного Знамени посмертно. Лодки пристали севернее балки Котловая на территорию занятую противником. Изолированная группа бойцов несколько часов вела бой с противником. Перед рассветом Николенко и раненый Злобин приняли решение воспользоваться фактором неожиданности и пробиваться на север в направлении Дубовки. Пройдя по дну оврага красноармейцы смогли незаметно пересечь линию обороны противника и углубиться на северо-запад на четыре километра, где укрывшись в кустарнике провели день.
2 ноября в 5:00 была получена последняя радиограмма с правого берега.
В оперативной сводке 300-й сд по итогам дня говорилось о ружейно-пулемётной стрельбе на юго-восточной окраине Латошинки.

### 3 ноября
Так как днём 2 ноября со стороны десанта были слышны звуки боя, командир 300-й сд И. М. Афонин настоял на высылке бронекатеров и вёсельных лодок для эвакуации остатков десанта. Командир Северной группы кораблей капитан-лейтенант С. П. Лысенко доказывал, что на правом берегу уже некого эвакуировать и бронекатера будут рисковать зря. Афонин обвинил Лысенко в трусости и в ответ капитан-лейтенант сам возглавил эвакуационный отряд. Для эвакуации были выделены бронекатера № 34 и 381, а также восемь вёсельных лодок.
Эвакуационный отряд вышел в ночь на 3 ноября и сразу попал под интенсивный пушечно-пулемётный огонь. Вёсельные лодки на смогли продолжить движения и потеряв одного командира взвода, вернулись на левый берег. Бронекатера попытались прорваться к берегу, но не дойдя 15 метров из-за сильного огня были вынуждены вернуться назад. На обратном пути в бронекатер № 34 попал снаряд и был смертельно ранен командир Северной группы кораблей капитан-лейтенант С. П. Лысенко. Сам катер сел на мель у входа в Шадринский затон. Попытка катера № 381 помочь оказалась безуспешной. Для эвакуации личного состава к тяжело поврежденному БК № 34 был отправлен полуглиссер. Лысенко умер через час после эвакуации на берег.
Утром с правого берега смогла прийти лодка, которая была отправлена к десанту в ночь на 2 ноября. В лодке оказался раненый лейтенант, который доложил о том, что часть десанта сражается на станции Низководная. Позже пришла лодка с сапёрами, переправлявшимися на катере «Рутка» — они смогли найти лодку, починить её и переправиться на левый берег.
2-я рота в течение дня отбила несколько атак. В одной из них погиб командир роты младший лейтенант В. А. Прохоров и командование ротой полностью перешло на Доброскокова. Вечером противник полностью отрезал остатки группы Доброскокова от Волги. В сложившейся обстановке Доброскоков принял решение ночью прорываться к Волге и пытаться переправиться на левый берег. Было сформировано три группы. Первую, ударную, возглавил лейтенант Мартынов. Группе был отдан ручной пулемёт и каждый боец получил по 20 патронов. Вторая группа, состоявшая из раненных бойцов, должна была идти в след ударной группе. Выйдя к воде обе группы должны были приготовить подручные средства для переправы и до утра 3 ноября полностью покинуть правый берег. Восемь человек третьей группы под командованием младшего лейтенанта Усенко должна была идти замыкающей и обеспечить первым двум группам возможность подготовить переправочные средства. Замыкающая группа должна была попытаться переправиться в ночь с 3 на 4 ноября.

### 4 ноября
В ночь на 4 ноября командир 300-й сд Афонин отправил пять вёсельных лодок в район десанта. Лодки были обстреляны и одна погибла, в результате пристать к берегу не удалось. По возвращении было доложено, что на берегу следов десанта обнаружено не было.
Утром этого дня в расположении группы Горохова смогли побиться автоматчики под командованием Баранкова.
В полночь начала прорыв к Волге группа Доброскокова. На левый берег смогли переправиться 30 человек. Эти бойцы составили костяк восстановленной 2-й роты, которую возглавил Г. А. Доброскоков. Бойцы под командованием С. Е. Усенко, прикрывавшие эвакуацию группы Доброскокова, сражались в районе Лотошанки до 8 ноября. 8 ноября остатки группы Усенко стали прорываться по кромке воды на север. Бойцы вышли в расположение 99-й дивизии, доставив сорок солдатских книжек противника.

### 5 ноября
В ночь на 5 ноября на левый берег переправились политрук Доброскоков, лейтенант Г. М. Мартынов и один рядовой. Доброскоков доложил о небольшой группе бойцов под остатками железнодорожного состава на станции Низководная, которые планируют на плоту переправиться на западный берег. Историк Исаев предполагает, что речь идёт о группе под командованием лейтенанта Гудовского. Плот был обстрелян, Гудовский ранен, но бойцы смогли в течение суток проплыть 14 километров вниз по течению и пристать к берегу в районе хутора Старенького.
Этой же ночью в расположение 99-й стрелковой дивизии (более 15 километров севернее Латошинки) вышли семь человек из состава десанта во главе с младшим лейтенантом Г. К. Злобиным и старшиной батальона связи Николенко.
Одновременно бойцы группы старшины Н. И. Беликова смогли переправиться на плоту на остров Большой Пеньковатый, который входил в систему обороны 300-й сд.

## Состав
Основой десанта был стрелковый батальон со средствами усиления:
- 1-й батальон 1049-го полка;
- взвод автоматчиков;
- батарея из 6 45-мм орудий;
- 4 37-мм орудий (приданы из 115-го УР);
- два взвода противотанковых ружей;
- рота десантников 99-й тбр;
- взвод сапёров;
- отряд десантников ВВФл;

Всего в состав десанта входило 910 человек, которые были вооружены:
| Вооружение           | Количество, шт |
| -------------------- | -------------- |
| винтовки             | 604            |
| снайперские винтовки | 16             |
| пулемёты станковые   | 4              |
| пулемёты ручные      | 20             |
| ППШ/ППД              | 135            |
| ПТР                  | 26             |
| миномёты 50-мм       | 9              |
| миномёты 82-мм       | 9              |

Десантно-высадочные средства:
- бронекатера № 11, № 13, № 23 и № 387;
- пароход «Труддисциплина»
- катер «Рутка»
- катер «Революционер»
- буксируемые баржи;
- шлюпки и лодки.

## Результаты десанта

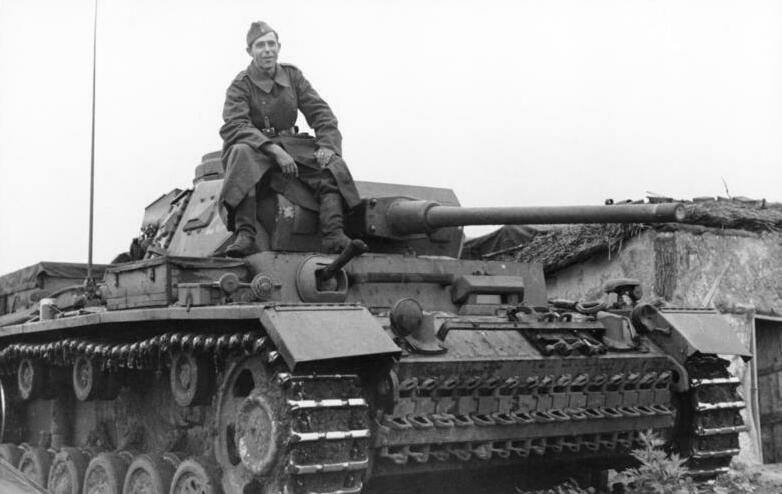
Танк Pz.III lg — таких танков оказалось 7 на счету бойцов Латошинского десанта

После войны маршал А. И. Ерёменко в книге «Сталинград» оценил результаты Латошинского десанта следующими словами «отряду не удалось удержать в своих руках Латашанку, и он понёс большие потери. Но в жестоких трехдневных боях десантный отряд привлек на себя большие силы противника и, в свою очередь, нанес ему огромные потери.»
3 ноября по итогам отражения Латошинского десанта штаб XIV корпуса докладывал о захвате 521 пленного, 4 противотанковых пушек, 38 пулемётов, 10 миномётов, 450 единиц стрелкового вооружения. Кроме этого на поле боя было обнаружено около 150 убитых красноармейцев. Одновременно немецкие танкисты за период боёв потеряли 7 танков Pz.III lg, 1 Pz.IV kz, 1 Pz.IV lg. Историк А. В. Исаев оценивает такие потери немецких танков, как «выдающийся результат для вооружённого ПТР десанта». В написаном позже отчёте группы Штрельке говорилось о потерях убитыми 24 человека (1 офицер, 5 унтер-офицеров, 18 рядовых) и ранеными 98 человек (5 офицеров, 11 унтер-офицеров и 82 рядовых). В трофеях оказалось 5 противотанковых орудий, 35 пулемётов, 8 миномётов, 8 противотанковых ружей и много стрелкового вооружения. По немецким данным в плен попали 551 человек солдат и офицеров РККА.
По подсчётам штаба 300-й сд, сделанным 7 ноября 1942 года, из 910 человек десанта не смогли высадиться и вернулись 171. Убитыми (это значит, что факт их смерти был установлен точно) записали 18 человек, ранеными (к таковым были отнесены эвакуированные раненые) 55 человек. 666 человек, о смерти которых информация отсутствовала, были отнесены к пропавшим без вести.

## Оценки десанта
Генерал-майор С. Ф. Горохов (во время Сталинградской битвы командир 124-й стрелковой бригады и руководитель группы, названной его именем) в послевоенной переписке оценивал результаты десанта следующими словами: «Противник не позволил десантникам подняться из-под берегового откоса, а тем более пробиться на дорогу из Ерзовки на Орловку, как абсурдно и бездоказательно заявляют некоторые авторы. Берег Волги в районе Латошинки стал большой братской могилой героев-десантников».
Историк А. В. Исаев использует по отношению к Латошинскому десанту высказывание «Операция была обречена с самого начала». При этом историк указывает, что главной ошибкой при планировании была предпосылка о слабости немецкой обороны на данном участке фронта. Исаев выдвигает предположение, что, возможно, высадка целого полка могла бы привести к успеху, но одновременно замечает, что в тот момент у командования Сталинградским фронтом не было свободного полка и средств высадки и снабжения через крупную водную преграду целого полка.

## Память
В. С. Гроссман уезжая в новогоднюю ночь (наступающий 1943 год) написал в своём дневнике:

Вспомнился мне в день славы тот батальон, который переправился к Горохову, чтобы отвлечь на себя удар. Он весь погиб до последнего человека. Но кто вспомнил этот батальон в день славы? Никто не вспомнит тех, кто переправился в конце октября в ненастную ночь.— Гроссман В. С. 6. Записная книжка // Годы войны. — М.: Правда, 1989. — С. 365. — 464 с. — (Библиотека журнала «Знамя»).
В 1986 году в сборнике «Сыны народов всех» была издана история Латошинского десанта «Десант в бессмертие», написанная Д. М. Шабаловым.

## Комментарии
1. ↑  48°53′51″ с. ш. 44°39′54″ в. д.HGЯO
2. ↑  48°50′46″ с. ш. 44°39′12″ в. д.HGЯO
3. ↑  48°49′41″ с. ш. 44°38′45″ в. д.HGЯO
4. ↑  Прах старшего лейтенанта Владимира Ивановича Затейного (родился в 1919 году) был перезахоронен на Мамаевом кургане Большой братской могиле у подножия монумента «Родина-мать»[26].
5. ↑  Александр Кондратьевич Святенко, родившийся в 1914 году, принимал участие в Советско-финской войне, вступил в партию в 1940 году, а после работал председателем колхоза. В Великой Отечественной войне с июня 1941 года. В батальон прибыл из госпиталя одновременно с капитаном Былдой. Во время Латошанского десанта был тяжело ранен и в бессознательном состоянии эвакуирован. За мужество и героизм, проявленные во время Латошинского десанта, уже после войны был награждён орденом Отечественной войны II степени[27][28].
6. ↑  Лев Абрамович Гудовский, родившийся в 1916 году, за заслуги во время десанта был награждён медалью «За отвагу»[31]. Впоследствии Лев Абрамович был награждён орденом Отечественной войны I степени, дважды награждён орденом Отечественной войны II степени и в 1985 году орденом Отечественной войны I степени[32].
7. ↑  Григорий Антонович Доброскоков родился в 1906 году. Умер от ран 30 июля 1943 года[35].
8. ↑  Иван Сергеевич Соков родился в 1918 году в Горицком районе Калининской области. За бои 10—14 июня 1942 года был награждён орденом Красной Звезды[38]
9. ↑  Иван Кузьмич Решетняк родился в 1921, а с 1940 года служил на флоте. За проявленную исключительную «стойкость, выдержку, храбрость и бесстрашие» был представлен к званию Герой Советского Союза. Представление сделал лейтенант Б. И. Цейтлин, его поддержали командир 1-й бригады речных катеров контр-адмирал Воробьёв и командующий ВВФл контр-адмирал Рогачёв, однако наградная комиссия НК ВМФ СССР ограничилась вручением ордена Ленина[47][48]. После Сталинграда воевал на Азовском море и на Дунае, участвовал в освобождении Вены. Иван Кузьмич, кроме ордена Ленина, был награждён орденом Красной Звезды, медалями Ушакова и «За оборону Сталинграда», а 6 апреля 1985 года орденом Отечественной войны II степени.
10. ↑  Геннадий Матвеевич Мартынов родился в 1923 году в Чкаловской области. Погиб 30 декабря 1942 года при бомбёжке хутора Потёмкинский[65][66]
11. ↑  Павел Петрович Николенко, родившийся в 1911 году, после боёв в районе Латошинки получил звание младшего лейтенанта и был переведён на должность командира взвода разведки сапёрного батальона. Павел Петрович закончил войну в звании гвардии старшего лейтенанта. За Латошинский десант Павел Петрович был награждён орденом Красной звезды, а до конца войны он был награждён так же медалью «За отвагу» и орденом Отечественной войны II степени[69].